# 安川三郎
安川 三郎（やすかわ さぶろう、1880年〈明治13年〉12月16日 - 1954年〈昭和29年〉3月1日）は、大日本帝国陸軍軍人。最終階級は陸軍少将。

## 経歴・人物
福岡県出身。1902年（明治35年）陸軍士官学校第14期卒業。
1928年（昭和3年）3月に陸軍歩兵大佐・徳島連隊区司令官、1931年（昭和6年）8月に歩兵第31連隊長を経て、1932年（昭和7年）8月8日に陸軍少将に進級と同時に待命、同月30日に予備役に編入した。
1947年（昭和22年）11月28日、公職追放仮指定を受けた。